# 26 juillet
Pour les articles homonymes, voir Vingt-Six-Juillet.
26 juin 26 août
Chronologies thématiques
- Croisades
- Ferroviaires
- Sports
- Disney
- Anarchisme
- Catholicisme

Abréviations / Voir aussi
- (° 1852) = né en 1852
- († 1885) = mort en 1885
- a.s. = calendrier julien
- n.s. = calendrier grégorien
- Calendrier
- Calendrier perpétuel
- Liste de calendriers
- Naissances du jour

Le 26 juillet est le 207e jour de l'année du calendrier grégorien, 208e lorsqu'elle est bissextile, il en reste ensuite 158.
Son équivalent était généralement le 8 thermidor du calendrier républicain / révolutionnaire français, officiellement dénommé jour du carthame (un ensemble de plantes).

## Événements

### VIIesiècle
- 615 : K'inich Janaab' Pakal Ier dit Pakal monte sur le trône de Palenque.

### IXesiècle
- 811 : la bataille de Pliska opposant le khan bulgare Kroum à l'empereur byzantin Nicéphore Ier, se conclut par l'une des plus grandes défaites de l'empire byzantin.

### Xesiècle
- 920 : déroute d'une alliance chrétienne entre les royaumes de Navarre et de León, contre les musulmans, à Pampelune, lors de la bataille de Valdejunquera (es), durant la Reconquista.

### XIVesiècle
- 1139 :
- 1309 : le pape Clément V reconnaît l'élection de l'empereur germanique Henri VII comme roi des Romains, et lui promet le couronnement impérial pour la Chandeleur 1312.
- 1340 : siège et bataille de Saint-Omer. La victoire française contribuera au retrait des troupes anglaises (début de la guerre de Cent Ans).
- 1346 : siège de Caen, en Normandie (guerre de Cent Ans toujours).

### XVesiècle
- 1469 : victoire rebelle à la bataille d'Edgecote Moor, pendant la guerre des Deux-Roses.
- 1488 : début de la bataille de Saint-Aubin-du-Cormier (non loin de Rennes), entre les armées bretonne et française. La victoire française, le 28 juillet, préfigure le rattachement du duché de Bretagne au royaume de France de 1532.

### XVIesiècle
- 1527 : Au Venezuela, l'officier espagnol Juan Martín de Ampués fonde la ville de Coro, la plus ancienne de ce pays qui devient le siège du premier évêché d'Amérique du Sud.
- 1533 : L'empereur Inca Atahualpa est exécuté au garrot des mains des conquistadors de Francisco Pizarro.
- 1547 : Henri II est couronné roi de France, en la cathédrale de Reims.
- 1581 : l'acte de La Haye, aussi appelé « abjuration de La Haye » (Plakkaat van Verlatinghe en néerlandais), rédigé par les États généraux des Pays-Bas, proclame de facto l'indépendance des Provinces-Unies, et l'avènement des États généraux néerlandais.

### XVIIesiècle
- 1605 : malgré le roi Henri IV[pas clair], les protestants français se réunissent en assemblée à Châtellerault.

### XVIIIesiècle
- 1757 : le maréchal d'Estrées bat les Anglais de Cumberland, à Hastenbeck (Allemagne).
- 1758 : capitulation des Français, au siège de Louisbourg, en Nouvelle-France américaine.
- 1775 : le Second Congrès continental des États-Unis crée le premier service postal, qui deviendra plus tard le United States Post Office Department (« Département de la Poste des États-Unis »).
- 1788 : l'État de New York ratifie la constitution des États-Unis, et en devient le 11e État.
- 1793 : début de la bataille des Ponts-de-Cé, lors de la guerre de Vendée.
- 1795 : première bataille du Rocher de La Piochais, pendant la Chouannerie.

### XIXesiècle
- 1803 : le Surrey Iron Railway, premier chemin de fer public, tracté par des chevaux, construit en 1802, est inauguré au sud de Londres, entre Wandsworth et Croydon.
- 1821 : la Turquie et la Russie rompent leurs relations ottomanes, après le refus des Turcs d'assurer la protection des chrétiens en terre sainte.
- 1822 : rencontre de Guayaquil, entre José de San Martin et Simón Bolívar.
- 1830 : publication des Quatre Ordonnances du roi de France Charles X.
- 1847 : le Liberia est la première colonie africaine à déclarer son indépendance.
- 1863 : fin du raid de Morgan, pendant la guerre de Sécession.
- 1882 : création de l'éphémère république boer du Stellaland, dans l'actuelle Afrique du Sud.
- 1890 : début des hostilités, lors de la révolution du Parc.
- 1891 : la France annexe Tahiti.
- 1897 : début du siège du Malakand.

### XXesiècle
- 1908 : création du Bureau of Investigation (B.O.I.), futur Federal Bureau of Investigations (F.B.I.), par Charles Joseph Bonaparte, aux États-Unis.
- 1914 : pendant la crise de juillet, la Serbie et la Bulgarie (alliée de l'Autriche-Hongrie) interrompent leur relation diplomatique.
- 1925 : création des chambres de métiers en France.
- 1926 :
  - l'Assemblée philippine préconise un référendum sur l'indépendance des îles, projet auquel le gouverneur général américain met son veto.
- 1936 :
  - les futures puissances de l'Axe décident d'intervenir en faveur des nationalistes, dans la guerre civile espagnole.
  - la junte nationaliste espagnole s'installe à Burgos.
- 1941 : Franklin Delano Roosevelt ordonne la saisie des actifs japonais aux États-Unis, à la suite de l'invasion japonaise en Indochine française.
- 1942 : violents raids de la R.A.F. britannique sur Hambourg (Seconde Guerre mondiale encore).
- 1944 : les premiers V-2 allemands tombent sur l'Angleterre.
- 1945 :
  - fin de la conférence de Potsdam en Allemagne post-hitlérienne ;
  - les États-Unis, la Grande-Bretagne et la Chine posent la reddition sans condition du Japon comme préalable à la paix.
- 1947 : adoption aux États-Unis du National Security Act, qui réorganise les forces armées et les services de renseignements.
- 1952 : le roi Farouk d'Égypte abdique en faveur de son fils, Fouad (II).
- 1953 : 
  - attaque du Cuartel Moncada, à Santiago de Cuba, par Fidel Castro et ses fidèles du Parti orthodoxe.
  - victoire de l'O.N.U., à la bataille du fleuve Samichon, pendant la guerre de Corée.
- 1956 : nationalisation du canal de Suez par le président égyptien Gamal Abdel Nasser, entraînant une crise diplomatique et militaire internationale.
- 1957 : au Cambodge, Sim Var est nommé Premier ministre.
- 1958 : le prince Charles d'Angleterre est fait prince de Galles et comte de Chester.
- 1965 : les Maldives accèdent à l'indépendance.
- 1998 : élections législatives au Cambodge. Le P.P.C., du second Premier ministre Hun Sen, remporte 39 % des voix, devant le FUNCINPEC, du prince Norodom Ranariddh, premier Premier ministre crédité de 30 % des voix.
- 1999 : fin du conflit de Kargil, entre l'Inde et le Pakistan.

### XXIesiècle
- 2005 : en Irlande, l'I.R.A. provisoire renonce à la lutte armée.
- 2006 : conférence de Rome sur le conflit au Proche-Orient.
- 2012 : résolution n°2062 (en) du Conseil de sécurité des Nations unies sur la Côte d'Ivoire.
- 2021 : à Sainte-Lucie, le chef de l'opposition Philip Pierre remporte les élections législatives et devient Premier ministre[1].
- 2023 : au Niger, des putschistes organise un coup d'État et le président Mohamed Bazoum est séquestré dans le palais présidentiel[2].

## Arts, culture et religion
- 1882 : première représentation de l'opéra en trois actes Parsifal de Richard Wagner lors du second festival de Bayreuth.
- 1887 : publication par Louis-Lazare Zamenhof à Varsovie de l'ouvrage Langue Internationale qui marque la naissance de l’espéranto.

## Sciences et techniques
- 1958 : lancement du satellite Explorer 4.
- 1971 : lancement de la mission Apollo 15.
- 2016 : Solar Impulse 2 achève son tour du monde[3].

## Économie et société
- 1875 : Charles Bolles attaque une première diligence dans le comté de Calaveras.
- 1936 : naufrage du paquebot Andrea Doria.
- 1963 : le tremblement de terre de Skopje, en R.S. de Macédoine (Yougoslavie), fait 1 070 morts, et détruit la ville à 80 %.
- 1990 : le président américain George H. W. Bush promulgue le Americans with Disabilities Act, interdisant la discrimination basée sur le handicap.
- 1996 : attentat à la bombe dans le parc du Centenaire, pendant les Jeux olympiques à Atlanta, aux États-Unis d'Amérique, faisant 2 morts et 111 blessés.
- 2007 : explosion (en) d'une arme chimique, dans la base militaire d’Al-Moussalamiya (en), au nord d’Alep, en Syrie. Au moins 15 militaires syriens et 10 iraniens sont tués.
- 2015 : début des quadriennales Maccabiades.
- 2016 :
  - une tuerie de masse dans un institut pour handicapés en Sagamihara au Japon y entraîne 19 morts.
  - Le dénommé père Hamel est égorgé alors qu'il célébrait une eucharistie matinale de semaine en tout petit comité dans son église paroissiale de Saint-Étienne-du-Rouvray en Seine-Maritime (Normandie, France) par deux exaltés dont au moins l'un est suivi par bracelet électronique pénitentiaire.
- 2024 : en France, des sabotages ont lieu sur le réseau français des lignes à grande vitesse[4] en marge de la cérémonie d'ouverture des JO de Paris[5].

## Naissances

### XIesiècle
- 1016 : Casimir Ier (Kazimierz I en polonais) dit odnowiciel / le restaurateur, le rénovateur ou le pacifique, duc de Pologne de 1034 / 1039 à sa mort († 28 novembre 1058).
- 1030 : Stanislas de Szczepanów, évêque et saint polonais († 1071).

### XIVesiècle
- 1308 : Stefan Uroš IV Dušan, roi de Serbie, de 1331 à 1346, et empereur des Serbes et des Romains, de 1346 à 1355 († 20 décembre 1355).

### XVIIesiècle
- 1663 : Louis Carré, mathématicien français († 11 avril 1711).

### XVIIIesiècle
- 1776 : Pierre Fouquier, médecin français († 5 octobre 1850).
- 1791 : Franz Xaver Wolfgang Mozart, compositeur autrichien, fils de Wolfgang Amadeus Mozart († 29 juillet 1844).

### XIXesiècle
- 1801 : Maria Röhl, peintre suédoise  († 5 juillet 1875).
- 1821 : Josef Püttner, peintre germano-autrichien († 29 juillet 1881).
- 1829 : Auguste Beernaert, homme d'État belge, chef du gouvernement de 1884 à 1894 et prix Nobel de la paix en 1909 († 6 octobre 1912).
- 1842 : Alfred Marshall, économiste britannique († 13 juillet 1924).
- 1855 : Ferdinand Tönnies, sociologue et philosophe allemand († 9 avril 1936).
- 1856 : George Bernard Shaw, écrivain irlandais, prix Nobel de littérature en 1925 († 2 novembre 1950).
- 1859 : Philippe Bunau-Varilla, ingénieur et chef d'entreprise français († 18 mai 1940).
- 1863 : Władysław Pytlasiński, lutteur polonais († 10 novembre 1933).
- 1865 : Bernard Berenson, historien de l'art américain († 6 octobre 1959).
- 1874 : Serge Koussevitzky (Сергей Александрович Кусевицкий), chef d'orchestre américain d'origine russe († 4 juin 1951).
- 1875 : 
  - Carl Gustav Jung, psychanalyste suisse († 6 juin 1961).
  - Antonio Machado, poète espagnol († 22 février 1939).
- 1878 : Ernst Hoppenberg, nageur allemand, double champion olympique en 1900 († 29 septembre 1937).
- 1881 : David Šterenberg, peintre et graphiste russe d'origine ukrainienne († 1er mai 1948).
- 1882 : Verner Weckman, lutteur finlandais, champion olympique en 1908 († 22 février 1968).
- 1885 : André Maurois, écrivain et académicien français († 9 octobre 1967).
- 1889 : Paul Welsch, peintre français († 16 juin 1954).
- 1894 :
  - Aldous Huxley, écrivain britannique († 22 novembre 1963).
  - Georges-Henri Pingusson architecte, ingénieur, urbaniste et enseignant français († 22 octobre 1978).
- 1895 : Gracie Allen, actrice américaine († 27 août 1964).
- 1897 : Jakob Gapp, prêtre marianiste autrichien, martyr et bienheureux († 13 août 1943).
- 1900 : Fernand Schreurs, homme politique belge d'expression française et militant wallon († 11 décembre 1970).

### XXesiècle
- 1903 : Charles Marx, médecin, résistant et homme politique luxembourgeois, plusieurs fois ministre († 13 juin 1946).
- 1904 : Léonce Dussarrat, résistant français connu sous le nom de Léon des Landes († 7 août 1976)
- 1907 : István Pelle, gymnaste hongrois, double champion olympique en 1932 († 6 mars 1986).
- 1909 : Vivian Vance, actrice américaine († 17 août 1979).
- 1912 :
  - Kenneth Farmer, joueur et administrateur de hockey sur glace canadien († 12 janvier 2005).
  - Nikolaï Parfionov, acteur soviétique puis russe († 7 janvier 1999).
- 1913 : Rolland D'Amour, acteur québécois († 25 septembre 1993).
- 1914 :
  - Erskine Hawkins, trompettiste, compositeur et chef d’orchestre américain († 11 novembre 1993).
  - Juan Francisco Fresno Larraín, cardinal chilien, archevêque de Santiago du Chili († 14 octobre 2004).
- 1917 : Alberta Adams, chanteuse américaine de blues († 25 décembre 2014).
- 1919 : 
  - Angelo Felici, cardinal italien, pro-nonce apostolique aux Pays-Bas (en) puis nonce apostolique au Portugal (en) et enfin en France de 1979 à 1988 († 17 juin 2007).
  - James Lovelock, chimiste britannique († 26 juillet 2022).
- 1921 : Wang Xiji (王希季 ou Wang Hsi-chi), ingénieur aérospatial chinois devenu centenaire.
- 1922 :
  - Gilberto Agustoni, cardinal suisse, préfet émérite du Tribunal suprême de la Signature apostolique († 13 janvier 2017).
  - Gérard Calvi, compositeur de musiques de films français († 20 février 2015).
  - Blake Edwards, réalisateur, scénariste et producteur américain († 15 décembre 2010).
  - Jason Robards, acteur américain († 26 décembre 2000).
  - Hoyt Wilhelm, joueur de baseball américain († 23 août 2002).
- 1925 :
  - Jean-François Coatmeur, romancier français († 11 décembre 2017).
  - Robert Hirsch, acteur français († 16 novembre 2017).
  - Ana María Matute, écrivaine espagnole († 25 juin 2014).
- 1926 : James Best, acteur américain († 6 avril 2015.
- 1928 :
  - Francesco Cossiga, homme politique italien, président du Conseil, du Sénat, puis de la République italienne († 17 août 2010).
  - Elliott Erwitt, photographe franco-américain († 29 novembre 2023).
  - Joseph Jackson, directeur artistique américain, notamment de cinq de ses fils les Jackson Five († 27 juin 2018).
  - Stanley Kubrick, réalisateur américain († 7 mars 1999).
  - Peter Lougheed, homme politique canadien, 10e premier ministre de l’Alberta de 1971 à 1985 († 13 septembre 2012).
  - Bernice Rubens, romancière, scénariste et réalisatrice galloise († 13 octobre 2004).
- 1929 :
  - Marc Lalonde, homme politique canadien († 6 mai 2023).
  - Alexis Weissenberg, pianiste français († 8 janvier 2012).
- 1931 :
  - Robert Colbert, acteur américain.
  - Joseph Klifa, homme politique français († 14 juin 2009).
  - Guy L'Écuyer, acteur québécois († 20 septembre 1985).
  - Gérard Vermette, comédien et fantaisiste québécois († 5 novembre 1996).
  - Takashi Ono, gymnaste japonais, quintuple champion olympique.
- 1932 : James Francis Stafford, cardinal américain, pénitencier majeur émérite de la pénitencerie apostolique.
- 1934 : 
  - Jean Balland, cardinal français, archevêque de Lyon († 1er mars 1998).
  - Kathryn Hays, actrice américaine († 25 mars 2022).
- 1935 : Claude Esteban, poète français († 10 avril 2006).
- 1937 : Boris Cyrulnik, psychanalyste et neuropsychiatre français.
- 1938 : Bobby Hebb, chanteur, compositeur et instrumentiste américain († 3 août 2010).
  - Alberto Fujimori, homme d’État péruvien d'origine nippone, président de la République de 1990 à 2000 († 11 septembre 2024).
- 1939 :
  - Bob Baker, scénariste britannique († 3 novembre 2021).
  - John Howard, homme politique australien, 25e premier ministre d’Australie de 1996 à 2007.
  - Jean-Claude Grumberg, dramaturge, écrivain et scénariste français.
- 1940 :
  - Dobie Gray, chanteur américain († 6 décembre 2011).
  - Bobby Rousseau, joueur de hockey sur glace professionnel québécois.
  - Hovik Vardoumian (Հովիկ Վարդումյան), romancier arménien.
- 1941 : 
  - Darlene Love (de son vrai nom Darlene Wright), chanteuse et actrice afro-américaine.
  - Brenton Wood (en), chanteur et compositeur américain.
  - Jean Baubérot, historien et sociologue français.
- 1943 :
  - Peter Hyams, réalisateur américain.
  - Mick Jagger (Michael Philip Jagger dit), chanteur britannique du groupe des "Rolling Stones".
  - Bruce Kidd (en), athlète, enseignant universitaire et auteur canadien.
  - André Lespagnol, universitaire, historien, et homme politique franco-breton († 13 septembre 2020).
- 1944 : 
  - Bertrand Eveno, haut fonctionnaire français, inspecteur des Finances, énarque, et président de l'Agence France-Presse, de 2000 à 2005.
  - Christian Fechner, producteur français de cinéma († 25 novembre 2008).
  - Micki King, plongeuse américaine, championne olympique.
- 1945 : Helen Mirren, actrice britannique.
- 1947 :
  - Roger Bertrand, homme politique québécois, plusieurs fois ministre.
  - Nicole Notat, ancienne secrétaire générale du syndicat français de la C.F.D.T., première femme à diriger une confédération syndicale en France.
  - Jaime Semprun, essayiste et éditeur français († 3 août 2010).
- 1948 : Norair Nurikyan, haltérophile bulgare, double champion olympique.
- 1949 :
  - William M. Shepherd, astronaute américain.
  - Roger Taylor, musicien britannique.
- 1950 :
  - Nicholas Evans, journaliste et écrivain britannique.
  - Susan George, actrice britannique.
- 1951 :
  - Rick Martin, joueur de hockey sur glace professionnel québécois († 13 mars 2011).
  - William S. McArthur, Jr., astronaute américain.
  - Edward Witten, physicien mathématicien américain.
  - Marsupilami, personnage de fiction.
- 1954 : 
  - Vitas Gerulaitis, joueur de tennis américain († 18 septembre 1994).
  - Francesca Ciardi, actrice italienne.
- 1955 : Asif Ali Zardari (آصف علی زرداری), homme politique pakistanais, président de la République islamique du Pakistan de 2008 à 2013.
- 1956 : Pierre de Villiers, militaire français.
- 1957 : Jeff Blatnick, lutteur américain, champion olympique († 24 octobre 2012).
- 1958 : 
  - Thierry Gilardi, journaliste sportif français, commentateur de football sur Canal Plus puis TF1 notamment lors de la finale de coupe du monde de 2006 Italie-France marquée par un geste et l'expulsion de Zidane pour son dernier match international († 25 mars 2008).
  - Pascal Jolyot, escrimeur français, champion olympique.
- 1959 :
  - Franca Maï, écrivain et actrice française († 8 février 2012).
  - Kevin Spacey, acteur américain.
- 1960 : Catherine Vautrin, femme politique française.
- 1961 :
  - Gary Cherone, chanteur de rock américain.
  - Keiko Matsui, claviériste et compositrice japonaise.
- 1964 : 
  - Sandra Bullock, actrice américaine.
  - Nicolas Berthelot, tireur sportif français, vice-champion olympique.
- 1965 : 
  - Emanuele Crialese, réalisateur italien.
  - Jeremy Piven, acteur américain.
- 1966 : 
  - Youssouf Falikou Fofana, footballeur ivoirien.
  - Anna Rita Del Piano, actrice italienne.
- 1967 : 
  - Esther Mamarbachi, journaliste et présentatrice de la Radio télévision suisse.
  - Jason Statham, acteur britannique.
- 1968 : 
  - Frédéric Diefenthal, acteur français.
  - Olivia Williams, actrice britannique.
- 1970 : 
  - Andrea Accomazzo, ingénieur italien.
  - Tembi Locke, actrice américaine.
- 1973 : Kate Beckinsale, actrice américaine.
- 1974 : Daniel Negreanu, joueur de poker professionnel canadien.
- 1975 : 
  - Joe Smith, basketteur américain.
  - José-Karl Pierre-Fanfan, footballeur français.
  - Liz Truss, première ministre du Royaume-Uni de septembre à octobre 2022.
- 1976 : 
  - Oliv' (Olivier Petit dit), dessinateur français.
  - Alice Taglioni, actrice française.
  - Mary Anne Mohanraj, écrivaine de science-fiction américaine d'origine sri-lankaise.
  - Laurent Joly, historien français.
- 1978 : 
  - Matthieu Bataille, judoka français.
  - Claire Heitzler, cheffe pâtissière française.
- 1980 : Jacinda Ardern, femme d'État néo-zélandaise, première ministre depuis le 26 octobre 2017.
- 1983 : 
  - Khadija Chbani, escrimeuse marocaine.
  - Kelly Clark, snowboardeuse américaine.
  - Aymen Hammed, handballeur tunisien.
  - Desiree Linden, athlète américaine.
  - Naomi van As, joueuse de hockey sur gazon néerlandaise.
  - Ken Wallace, kayakiste australien.
- 1984 : Jimmy Ploegaerts, joueur puis entraîneur de basket-ball.
- 1985 :
  - Gaël Clichy, footballeur français.
  - Audrey de Montigny, chanteuse québécoise.
  - Guillaume Pley, animateur de radio et présentateur télé français.
- 1988 : Sayaka Akimoto (秋元才加), chanteuse japonaise.
- 1989 : Ivian Sarcos, civile vénézuélienne élue Miss Monde 2011.
- 1991 : Alice Isaaz, comédienne française.
- 1993 :
  - Elizabeth Gillies, actrice et chanteuse américaine.
  - Amine Limem, acteur et chroniqueur tunisien.
  - Taylor Momsen, mannequin et actrice américaine.
- 1995 : Petr Cornelie, basketteur français.
- 1996 : Koya Kitagawa, footballeur japonais.
- 2000 : 
  - Cheick Condé, footballeur guinéen.
  - Thomasin McKenzie, actrice néo-zélandaise.
  - Lasha Bekauri, judoka géorgien.
  - Taj Jones, coureur cycliste australien.
  - Fahim Mohammad, joueur d'échecs bangladais.
  - Tolu Smith, basketteur américain.

### XXIesiècle
- 2004 : Dilano van 't Hoff, pilote automobile néerlandais († 1er juillet 2023).
- 2005 : Angelina Topić, athlète de sauts en hauteur serbe.
- 2006 :
  - Vicky López, footballeuse espagnole.
  - Mallory Wanecque, actrice française.

## Décès

### XIVesiècle
- 1364 : Bernat II de Cabrera, noble, diplomate et commandant militaire aragonais (° 1298).

### XVesiècle
- 1471 : Paul II (Pietro Barbo dit), religieux italien, 211e pape de l'Église catholique de 1464 à cette mort (° 23 février 1417).

### XVIIesiècle
- 1615 : Christophe de Villeneuve Bargemon, militaire et notable français (° 1541).
- 1680 : John Wilmot (2e comte de Rochester), écrivain et poète libertin anglais (° 1er avril 1647).
- 1684 ( / 28 juillet ) : Elena Cornaro Piscopia, philosophe et mathématicienne italienne, première femme à obtenir un diplôme universitaire (° 5 juin 1646).

### XIXesiècle
- 1806 : Karoline von Günderode, poétesse allemande (° 11 février 1780).
- 1818 : Alphonse-Hubert de Latier de Bayane, cardinal et duc français (° 30 octobre 1739).
- 1863 : Emma Livry, danseuse française (° 24 septembre 1842).
- 1881 : George Borrow, écrivain britannique (° 5 juillet 1803).
- 1886 : Alexandre Croisez, harpiste et compositeur français (° 9 mai 1814).

### XXesiècle
- 1914 : Lucienne Cayat de Castella, parachutiste française (° inconnue).
- 1925 : Gottlob Frege, mathématicien, logicien et philosophe allemand (° 8 novembre 1848).
- 1934 : Winsor McCay, pionnier du dessin animé américain (° 26 septembre 1867).
- 1941 :
  - Marx Dormoy, homme politique français (° 1er août 1888).
  - Benjamin Lee Whorf, linguiste américain (° 24 avril 1897).
- 1952 : Eva Perón, femme politique argentine, épouse de Juan Perón (° 7 mai 1919).
- 1970 : Robert Taschereau, homme politique et juge québécois, juge en chef du Canada de 1963 à 1967 (° 10 septembre 1896).
- 1984 :
  - George Gallup, statisticien américain (° 18 novembre 1901).
  - Ed Gein, tueur en série américain (° 27 août 1906).
- 1986 : William Averell Harriman, homme d'affaires, homme politique et diplomate américain, gouverneur de New York de 1955 à 1958 (° 15 novembre 1891).
- 1990 : 
  - Brent Mydland, claviériste germano-américain du groupe Grateful Dead (° 21 octobre 1952).
  - Joseph Rey, résistant et homme politique français, militant actif de la construction européenne et un des artisans de la réconciliation franco-allemande (° 10 septembre 1899).
- 1991 : Frédéric Dumas, pionnier de la plongée sous-marine français (° 14 janvier 1913).
- 1992 : Mary Wells, chanteuse américaine (° 13 mai 1943).
- 1993 : Matthew Ridgway, général américain (° 3 mars 1895).
- 1994 : Roland Gladu, joueur de baseball québécois (° 10 mai 1911).
- 1995 : Laurindo Almeida, guitariste brésilien (° 2 septembre 1917).
- 2000 :
  - Dalkhan Khodjaïev, historien, homme politique et militaire tchétchène (° 18 avril 1961).
  - John Tukey, statisticien américain (° 16 juin 1915).
  - Don Weis, réalisateur américain (° 13 mai 1922).

### XXIesiècle
- 2001 :
  - Jacques Bens, écrivain et poète français, cofondateur de l'Oulipo (° 25 mars 1931).
  - Giuseppe Maria Sensi, cardinal italien de la curie romaine (° 27 mai 1907).
- 2002 : Anthony « Tony » Anholt, acteur britannique (° 19 janvier 1941).
- 2005 :
  - Jack Hirshleifer, économiste américain (° 26 août 1925).
  - Thierry Jean-Pierre, magistrat français, acteur de l'affaire Urba (° 27 juillet 1955).
  - Gilles Marotte, joueur de hockey sur glace professionnel québécois (° 7 juin 1945).
- 2007 : Claude Collard, judoka et dirigeant sportif français, fondateur du CNOSF (° 20 octobre 1924).
- 2009 : Merce Cunningham, danseur et chorégraphe américain (° 16 avril 1919).
- 2010 :
  - Al Goodman (en) (Willie Albert Goodman dit), chanteur américain du groupe Ray, Goodman & Brown (en) (° 31 mars 1943).
  - Maxime Steinberg, historien belge (° 13 décembre 1936).
- 2011 : Djaafar Khemdoudi, résistant français (° 12 novembre 1917).
- 2014 :
  - Thierry Redler, acteur et réalisateur français (° 22 février 1958).
  - Frédéric Trescases, international français de rugby (° 20 novembre 1921).
- 2016 :
  - Jacques Hamel, prêtre catholique français (° 30 novembre 1930).
  - Mohamed Khan, réalisateur égyptien (° 26 octobre 1942).
  - Forrest Edward Mars, Jr., homme d'affaires américain (° 16 août 1931).
  - Sandy Pearlman, producteur de musique américain, gérant, poète et auteur (° 8 août 1943).
- 2017 :
  - Paul Angerer, altiste, chef d’orchestre et compositeur autrichien (° 16 mai 1927).
  - Patti Deutsch, actrice américaine (° 16 décembre 1943).
- 2018 : 
  - Michel Butel, écrivain et éditeur de journaux français  (° 19 septembre 1940).
  - Luigi Corteggi, graphiste et illustrateur italien (° 21 juin 1933).
  - Adem Demaçi, écrivain et militant politique albanais (° 26 février 1936).
  - Aloyzas Kveinys, joueur d'échecs soviétique puis lituanien (° 9 juillet 1962).
- 2019 :
  - Kaddour Bekhloufi, footballeur et entraîneur algérien (° 7 juin 1934).
  - Arnie Brown, hockeyeyur sur glace canadien (° 28 janvier 1942).
  - Bryan Magee, philosophe et homme politique britannique (° 12 avril 1930).
  - Jaime Lucas Ortega y Alamino, prélat cubain (° 18 octobre 1936).
- 2020 : Olivia de Havilland, actrice hollywoodienne américaine, devenue française puis centenaire (° 1er juillet 1916).
- 2021 : 
  - Joseph L. Searles III, courtier américain (° 13 février 1970).
  - André Tubeuf (André Louis Yves Tubeuf), écrivain, philosophe et critique musical français (° 18 décembre 1930).
- 2022 : James Lovelock chimiste britannique (° 26 juillet 1919).
- 2023 : 
  - Ewa Ambroziak, rameuse, skifiste et enseignante polonaise (° 9 novembre 1950).
  - Wendy Bowman, agricultrice et écologiste australienne (° 1934).
  - François Castaing, ingénieur français (° 18 mars 1945).
  - Roger Dorchy, pilote automobile d'endurance français (° 15 septembre 1944).
  - Jean-Jacques Honorat, agronome et homme d'État haïtien (° 1er avril 1931).
  - Randy Meisner, bassiste et chanteur américain (° 8 mars 1946).
  - Sinéad O'Connor, chanteuse irlandaise (° 8 décembre 1966)
- 2024 :
  - Christiane Baroche, femme de lettres française (° 20 janvier 1935).
  - J. Borges, artiste contemporain brésilien (° 4 août 1935).
  - Salustiano del Campo Urbano, sociologue espagnol (° 18 février 1931).
  - Charles Juliet, écrivain français (° 30 septembre 1934).
  - Tom C. Korologos, journaliste, haut fonctionnaire, conseiller politique et diplomate américain (° 6 avril 1933).
  - Suzanne Opton, photographe américaine (° 14 mars 1945).
  - Firudin Safarov, musicien et metteur en scène soviétique puis azéri (° 1er août 1933).
  - Erwin Stein, footballeur ouest-allemand puis allemand (° 10 juin 1935).
- 2025 :
  - Ray French, joueur de rugby à XV et rugby à XIII anglais (° 23 décembre 1939).
  - Ziad Rahbani, compositeur, metteur en scène, comédien et pianiste libanais (° 1er janvier 1956).
  - Daddy Lumba (en), auteur-compositeur-interprète ghanéen (° 29 septembre 1964).
  - Evelio Droz, basketteur Puerto-Ricain (° 10 mai 1937).

## Célébrations

### Internationale
Organisation des Nations unies pour l'éducation, la science et la culture (UNESCO) : journée internationale pour la conservation des mangroves et de leurs écosystèmes.

### Nationales
- Cuba : día de la rebeldía nacional / « fête de la rébellion nationale » commémorant l'attaque de la caserne de Moncada ci-avant en 1953, prélude de la révolution cubaine.
- Inde : Kargil Vijay Diwas / « fête de la victoire de Kargil » commémorant une victoire indienne sur son voisin le Pakistan à la fin du conflit de Kargil en 1999 toujours ici plus haut.
- Liberia (Union africaine) : fête de son indépendance.
- Maldives : fête de son indépendance également.
- Calendrier maya : nouvel an au moins en 2009 de notre ère.

### Religieuses
Christianisme : 
- station du lectionnaire de Jérusalem sur le Saint-Mont, avec mémoire de sainte Thècle, martyre et vierge (voir 24 septembre), lectures sur le thème des dames de qualité (Ac. 17, 1(-4 ?)) ; II Tim. 1, 16(- 2, 15) ; du martyre (Mt. 10, 32-42).
- Traditionnels pardons d'origines pré-chrétiennes de Sainte-Anne-d'Auray ou de La Palud en Bretagne sud (jusqu'aux Gouel Maria honorant l'Assomption de sa fille la Vierge Marie les 15 août voire d'autres pardons de la mer environnant ces dates d'étés, voir traditions ci-après).

### Saints des Églises chrétiennes

#### Saints des Églises catholiques et orthodoxes
Référencés ci-après in fine, :
- Anne (Ier siècle), mère supposée de la Vierge Marie (date occidentale)
- Joachim, père supposé de ladite Sainte-Vierge (et non pas le Siméon des évangiles de l'hypapante (2 février).
- Bénigne de Malcesine (IXe siècle), ermite avec saint Charus.
- Christine de Diclevenne (VIIIe siècle), moniale belge.
- Éraste (Ier siècle), disciple de saint Paul.
- Joris († 1033) -ou « Jor », ou « Krevor »-, bienheureux, évêque arménien mort à Béthune en Artois lors d'un pèlerinage.
- Moïse le Hongrois († 1043), serviteur des "grands" devenu moine.
- Parascève de Rome (IIe siècle), vierge et martyre.
- Siméon de Polirone († 1016), ermite.
- Symphronius, Olympius, Théodule et Exupérie († v. 255), martyrs.

#### Saints et bienheureux des Églises catholiques
référencés ci-après :
- André de Phú Yên († 1644), bienheureux, catéchiste vietnamien martyr.
- Austinde († 1068) -ou « Ostent »-, archevêque d'Auch ; fêté aussi le 25 septembre[9].
- Bartolomea Capitanio († 1833), religieuse italienne fondatrice des Sœurs de la Charité.
- Camille (en) († 1486) -ou « Camilla Gentili di Rovellone »-, bienheureuse, martyre tuée par son époux à San Severino dans les Marches italiennes (voir 14 juillet).
- Édouard Thwing et Robert Nutter († 1600), bienheureux, prêtres et martyrs à Lancastre en Angleterre sous la reine vierge Élisabeth Ire d'Angleterre.
- Évangéliste et Pérégrin († 1250), bienheureux, prêtres, ermites de Saint-Augustin, amis d'enfance natifs de Vérone en Vénétie.
- Georges Preca († 1962), prêtre maltais, fondateur de la Société de la Doctrine Chrétienne (MUSEUM).
- Georges Swallowell († 1594), bienheureux prêtre anglais martyr.
- Guillaume Webster († 1641), bienheureux prêtre anglais martyr.
- Hugues des Actes († 1250), bienheureux moine italien.
- Jean Ingram († 1594), bienheureux prêtre anglais martyr.
- Marcel Gaucher et Pierre-Joseph Le Groing († 1794), bienheureux prêtre français martyrs.
- Maria Pierina De Micheli († 1945), bienheureuse religieuse italienne.
- Marie-Marguerite Bonnet et ses compagnes († 1794), bienheureuses religieuses italiennes martyres.
- Pierre Dallemand († 1794), bienheureux prêtre français martyr.
- Titus Brandsma († 1942), prêtre, carme, journaliste, professeur, recteur de l'université catholique de Nimègue aux Pays-Bas, opposant au nazisme et mort martyr à Dachau en 1942.
- Vincent Pinilla Ibañez et Emmanuel Martin Sierra († 1936), bienheureux religieux espagnols martyrs.
- William Ward († 1641), bienheureux prêtre anglais martyr.

#### Saint orthodoxe
- Hermolaüs de Nicomédie († vers 305) -ou « Hermolaos »-, avec Hermippe et Hermocrate, prêtres de Nicomédie en Bithynie, martyrs sous l'empereur romain Maximien Hercule[8], aux dates parfois "juliennes" / orientales.
- Jacques Netsetov († 1865), prêtre et évangélisateur de l'Alaska.

### Prénoms du jour
Bonne fête aux Anne,
- ses variantes et dérivés : Ana, Anaë, Anaël, Anaëlle, Annaëlle, Anabel, Anabelle, Annabelle, Annabel, Anaïs, Aneth, Anika, Anita, Ann, Anna, Annabelle, Annaïc, Annaïck, Annaïg ou Anaïg, Anneto, Annette, Annick, Annie, Annika, Annouk, Anny, Ano, Anouchka, Anouk, Anushka, Any, Hania, Hannah, Joliane ou Jolyanne, Lauriane (voir les 10 août par exemple), Marian, Marian(n)a, Marianne, Marie-Anne, Mary-Ann (voir les 15 août, 1er janvier etc.), Naïs, Nancy, Nanette, Nannig, Nanou, Rosianne (voir 4 septembre) ;
- et tous les autres prénoms composés avec le prénom Anne, renvoyant en général à la fête patronale propre à l'autre prénom composant : Anne-Claire les 11 août, Anne-Claude les 15 février, Anne-Élisabeth les 17 novembre, Anne-France & Anne-Françoise, les 9 mars par exemple, Anne-Laure les 10 août par exemple, Anne-Marie (voir 15 août, 1er janvier, etc.), Anne-Maud(e), Anne-Paule les 26 janvier par exemple, Anne-Sophie les 25 mai par exemple, Anne-Virginie les 7 janvier par exemple, Annwenn pour la sainte Blanche par exemple -Gwen(n), en breton celtique-, etc. et leurs variantes linguistiques.

Et aussi aux :
- Joachim et ses variantes et dérivés : Joaquim, Joaquin, Joaquine, Joaquino, Quino, Aquino, Joas, etc.
- Aux Bartholomée, Bartoloméo, Bartolomeo, Bart, etc. (voir encore 24 août).
- Aux Éraste
- et Joris, Jord ?

## Traditions et superstitions

### Traditions
Pardons chrétiens (processions, montées de marches à genoux, etc.) de Sainte-Anne d'Auray, de Sainte-Anne de La Palud, etc. (et celtiques pré-chrétiens) comme précédemment en Bretagne armoricaine et jusqu'aux 15 août mariaux et aux pardons de la mer estivaux, aoûtiens etc.

### Dictons
- « À la saint-Jean-Gualbert, phalènes en l’air.[10] »
- « De Sainte Anne à Saint Laurent (10 août), plante des raves en tout temps. »[10]
- « Pluie de Sainte Anne est une manne. »
- « Pluie de Saint Joachim, huit jours en panne. »[11]
- « Pour la sainte-Anne, s’il pleut, trente jours seront pluvieux.[10] »
- « Si les fourmis s’agitent à la sainte-Anne, l’orage descend de la montagne. »
- « S'il ne pleut pas pour Sainte Anne, n'espère que Sainte Jeanne. »[12]
- « S’il pleut à la sainte-Anne, il pleut un mois et une semaine. »
- « Si Sainte Anne bâtit des fourmilières, l’hiver nous taquinera.[10] »

### Astrologie
Signe du zodiaque : quatrième jour du signe astrologique du lion.

## Toponymie
Plusieurs voies, places, sites ou édifices de pays ou régions francophones contiennent cette date sous diverses graphies : voir Vingt-Six-Juillet .